# Great Whittington
Great Whittington är en ort i civil parish Whittington,  i grevskapet Northumberland i England. Orten är belägen 10 km från Hexham. Great Whittington var en civil parish 1866–1955 när det uppgick i Whittington. Civil parish hade 158 invånare år 1951.